# Liste des clochers-murs de la Manche
Cet article recense les édifices religieux de la Manche, en France, munis d'un clocher-mur.

## Liste

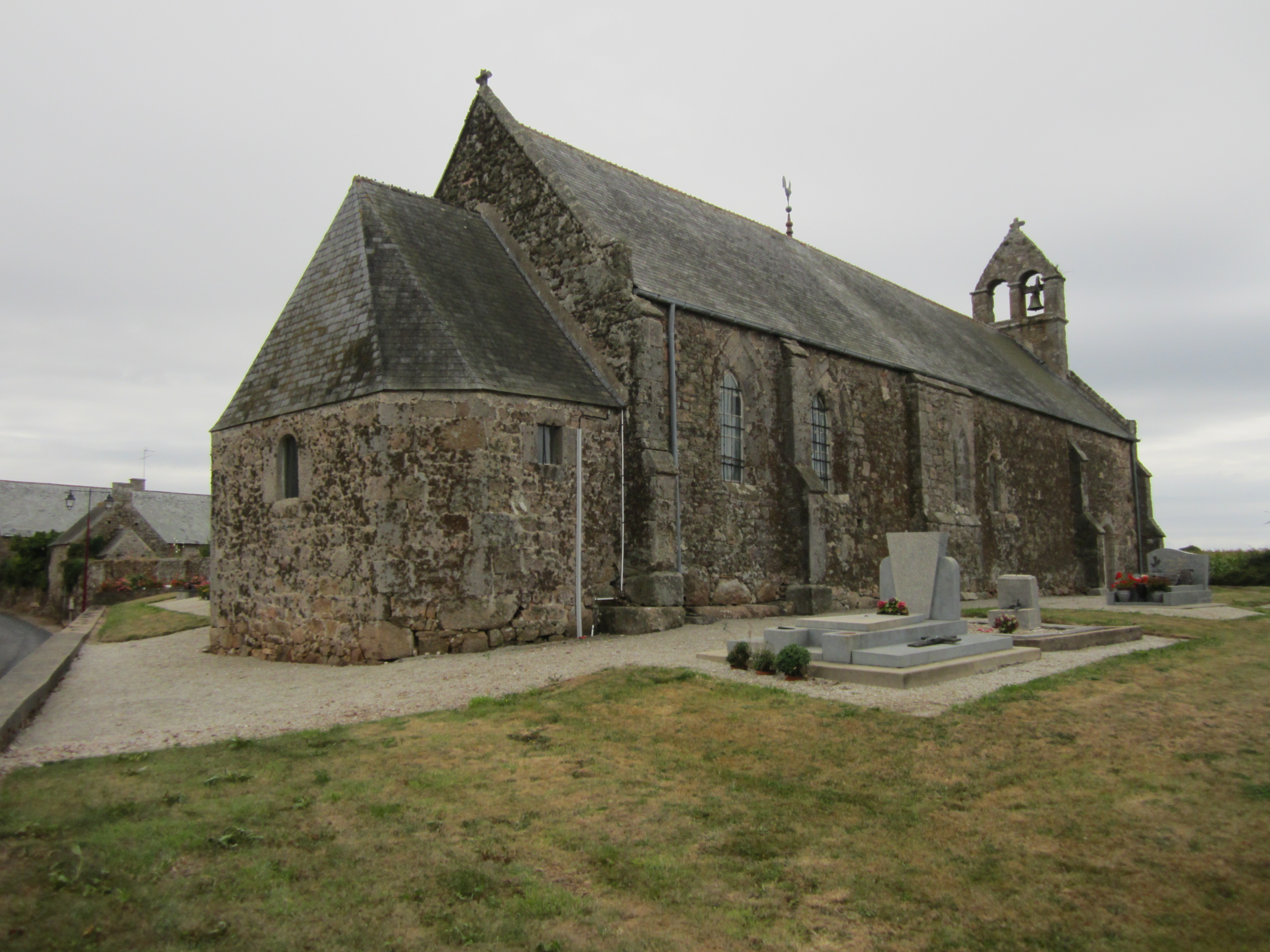
L'église Saint-Blaise d'Angoville-en-Saire (Cosqueville)
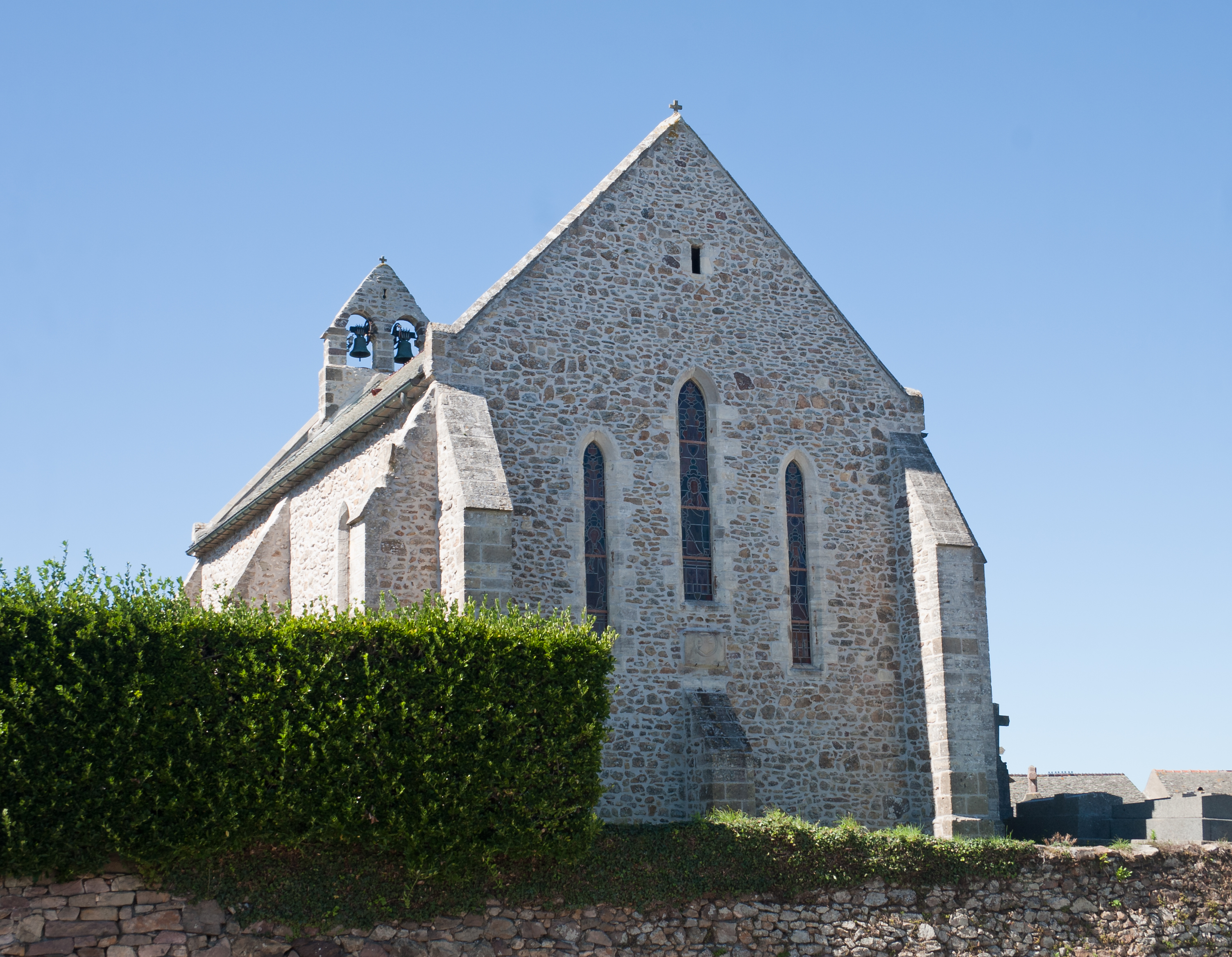
Église Saint-Gilles d'Auderville
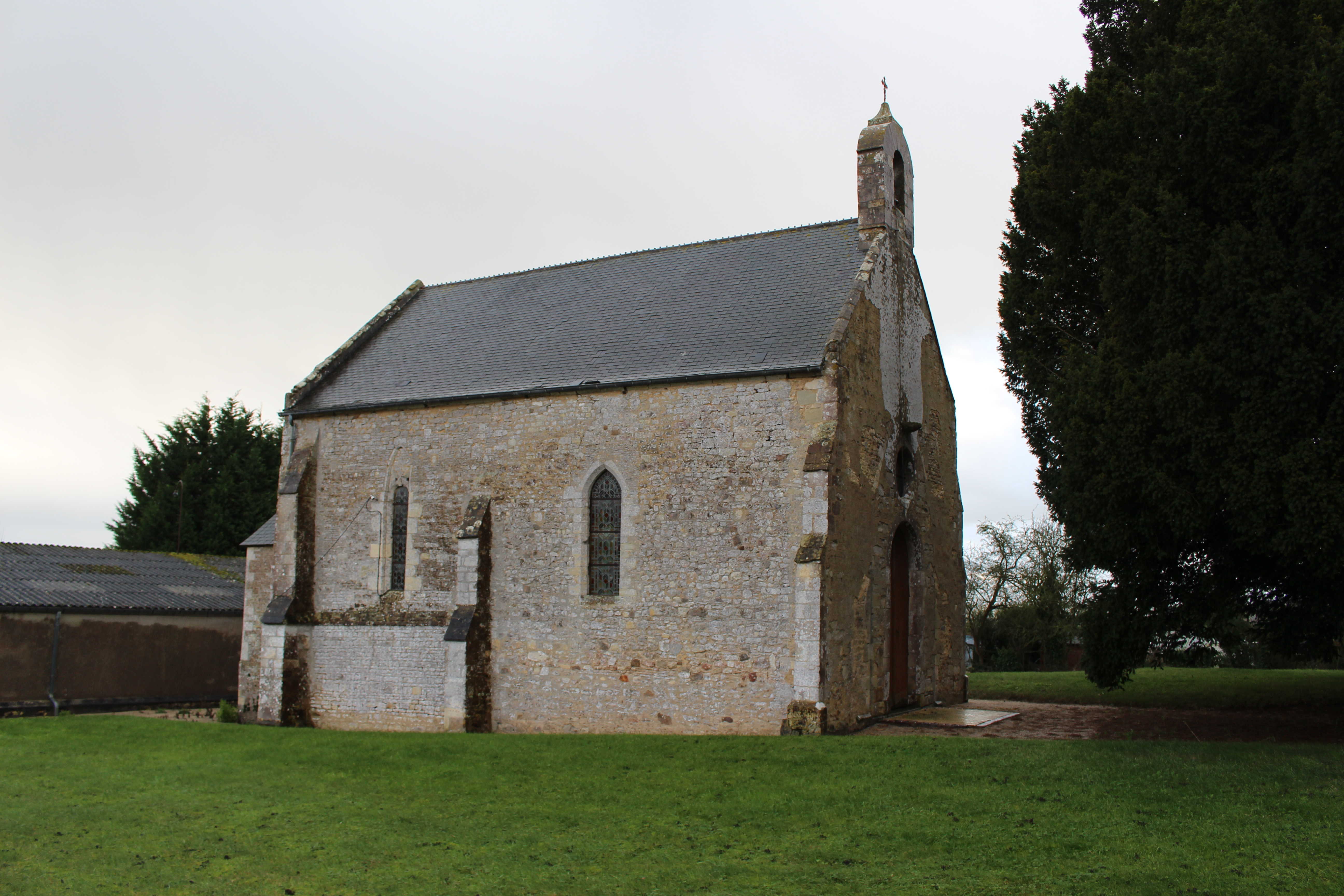
Chapelle Saint-Guingalois d'Auville (Les Veys)
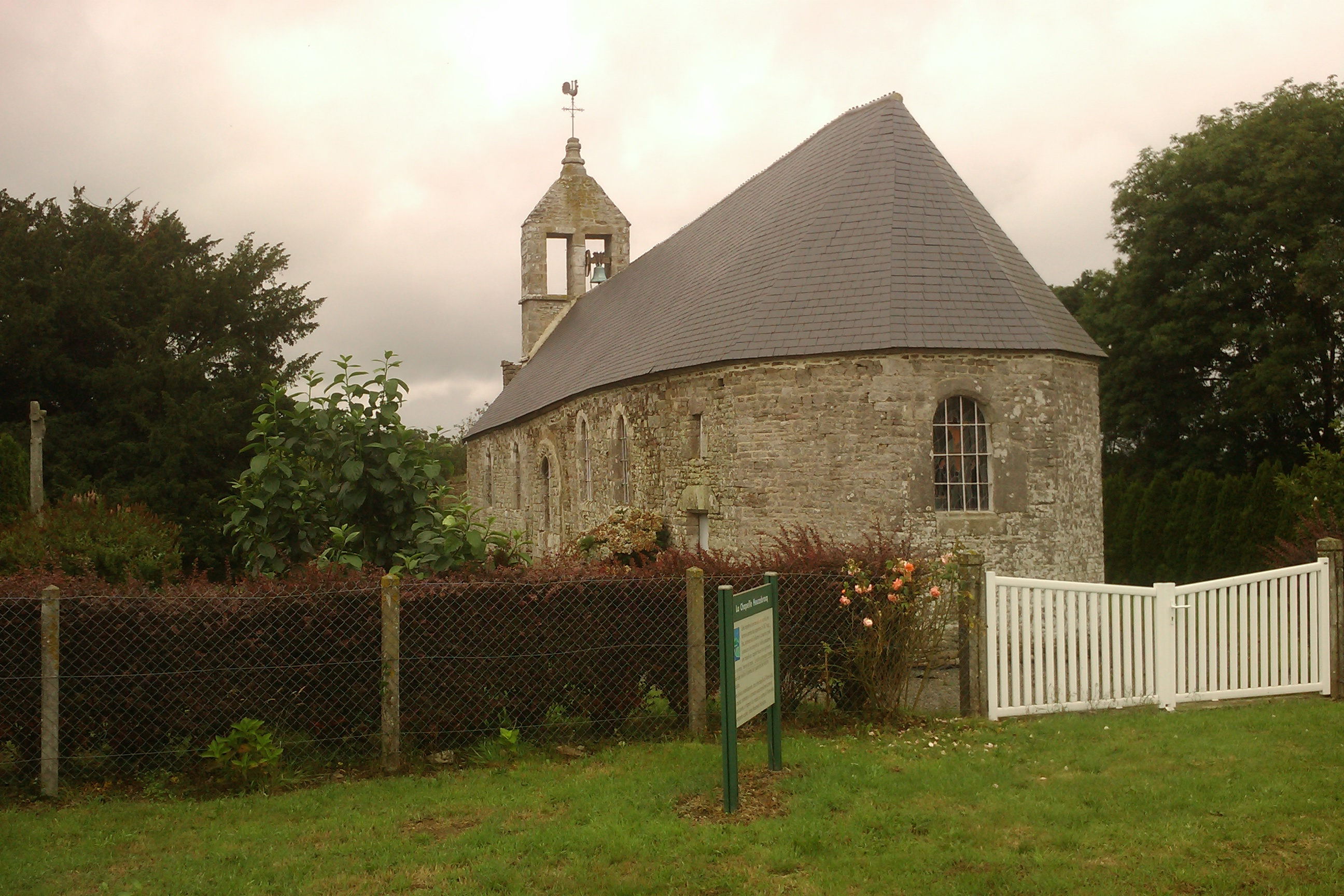
Chapelle Heuzebrocq de Beuvrigny
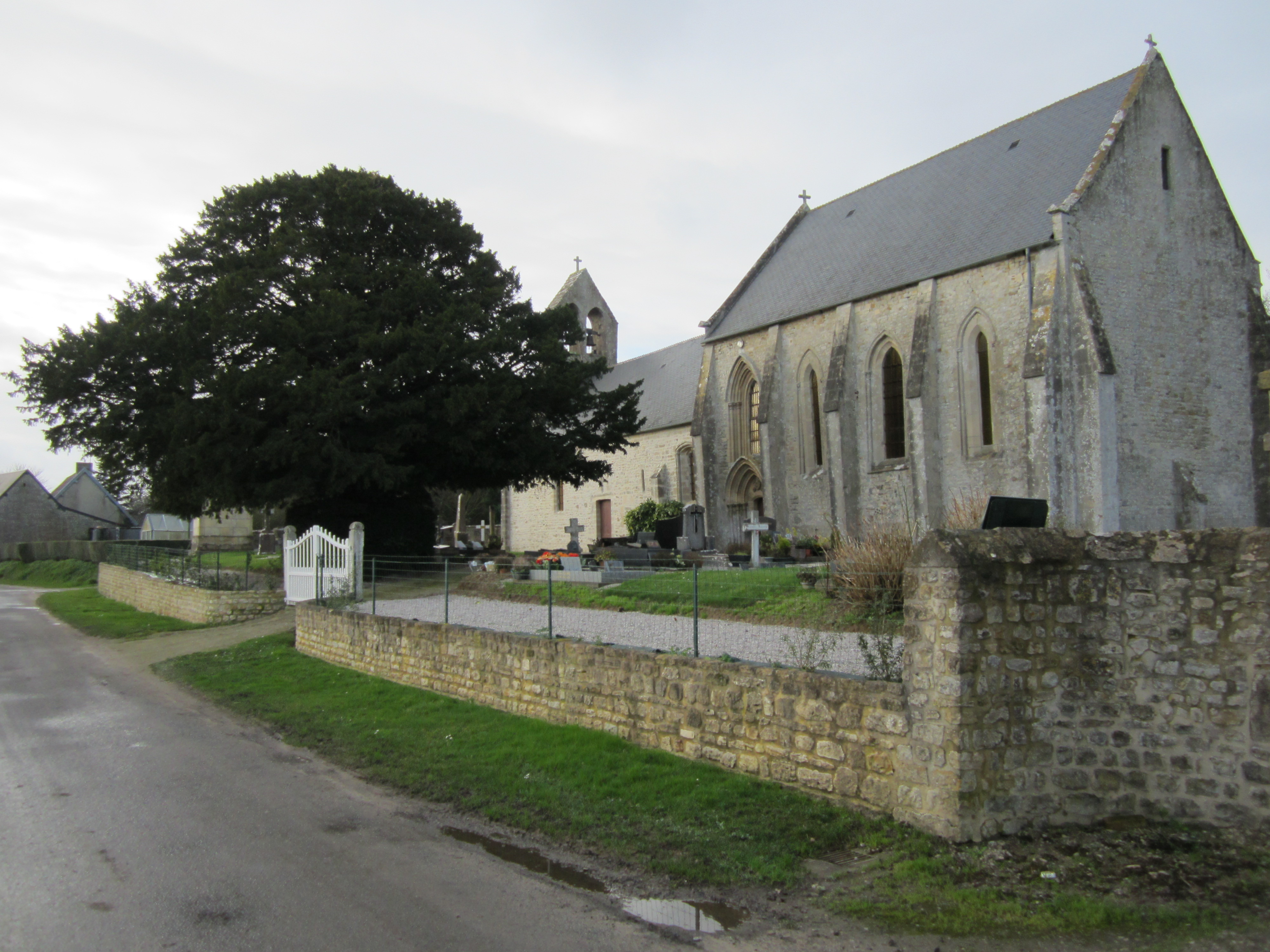
église Saint-Brice de Beuzeville-au-Plain
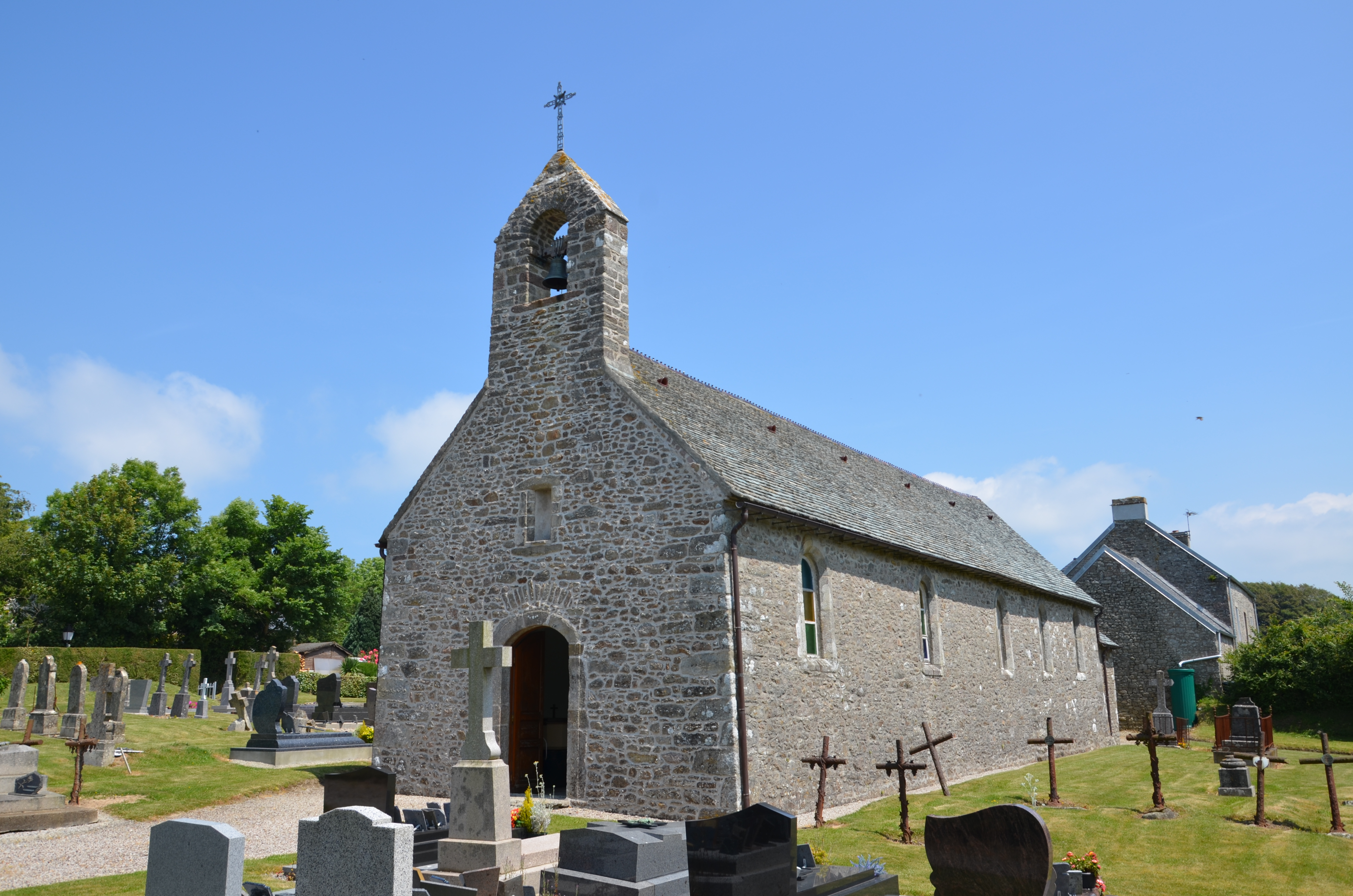
Église Notre-Dame de Branville-Hague
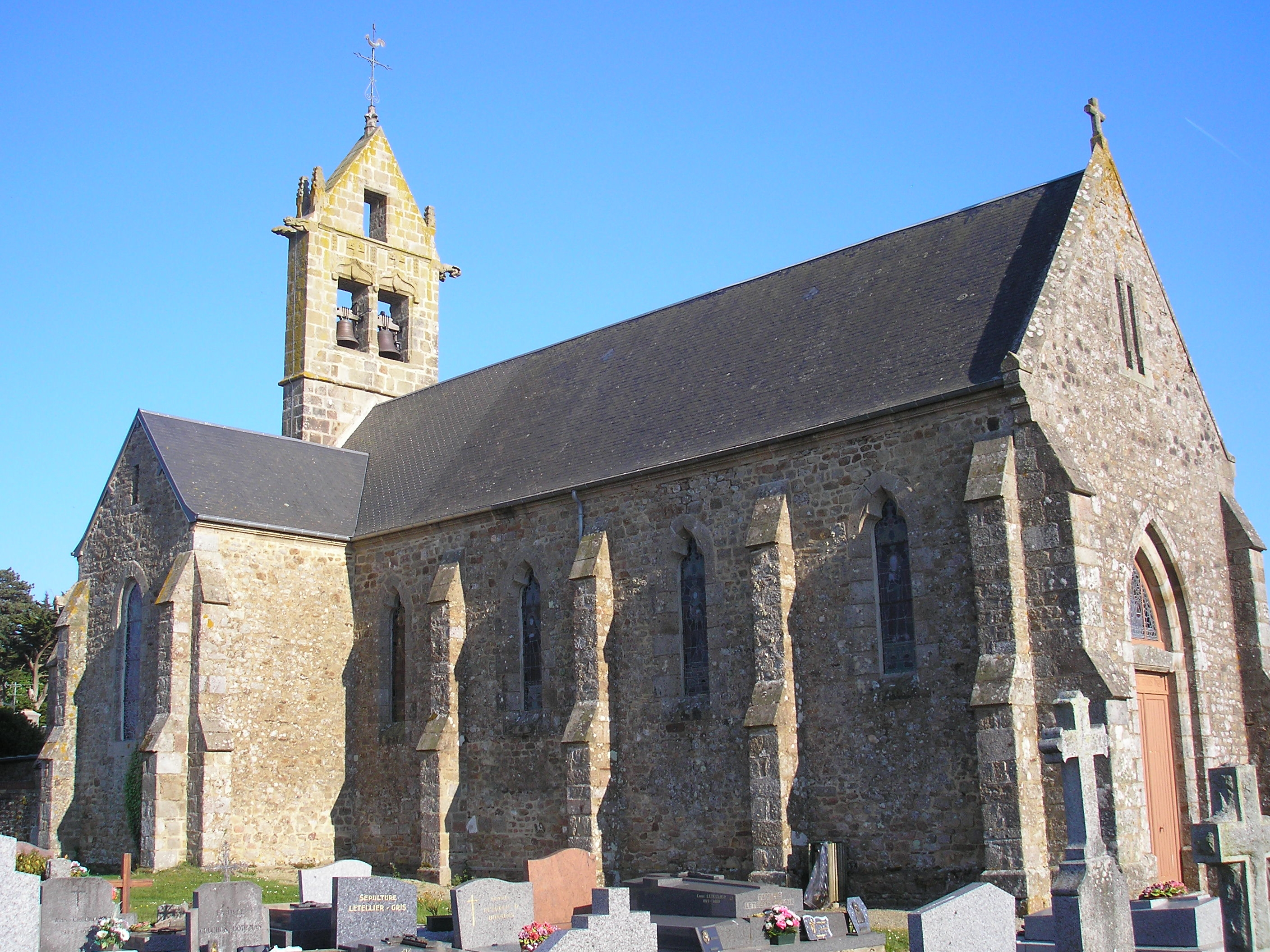
Église Saint-Vigor de Champeaux
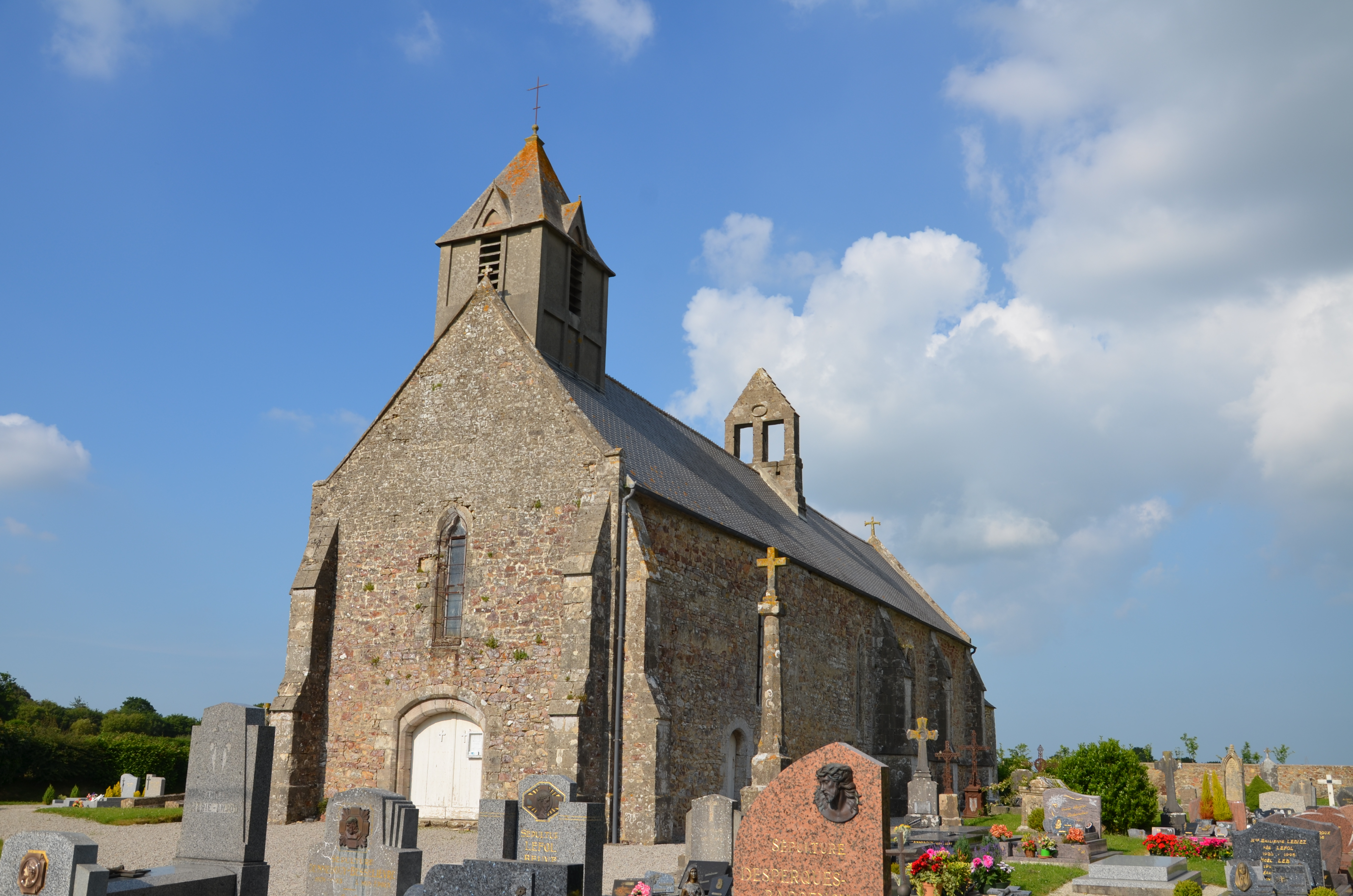
L'église Saint-Gervais-et-Saint-Protais de Crosville-sur-Douve
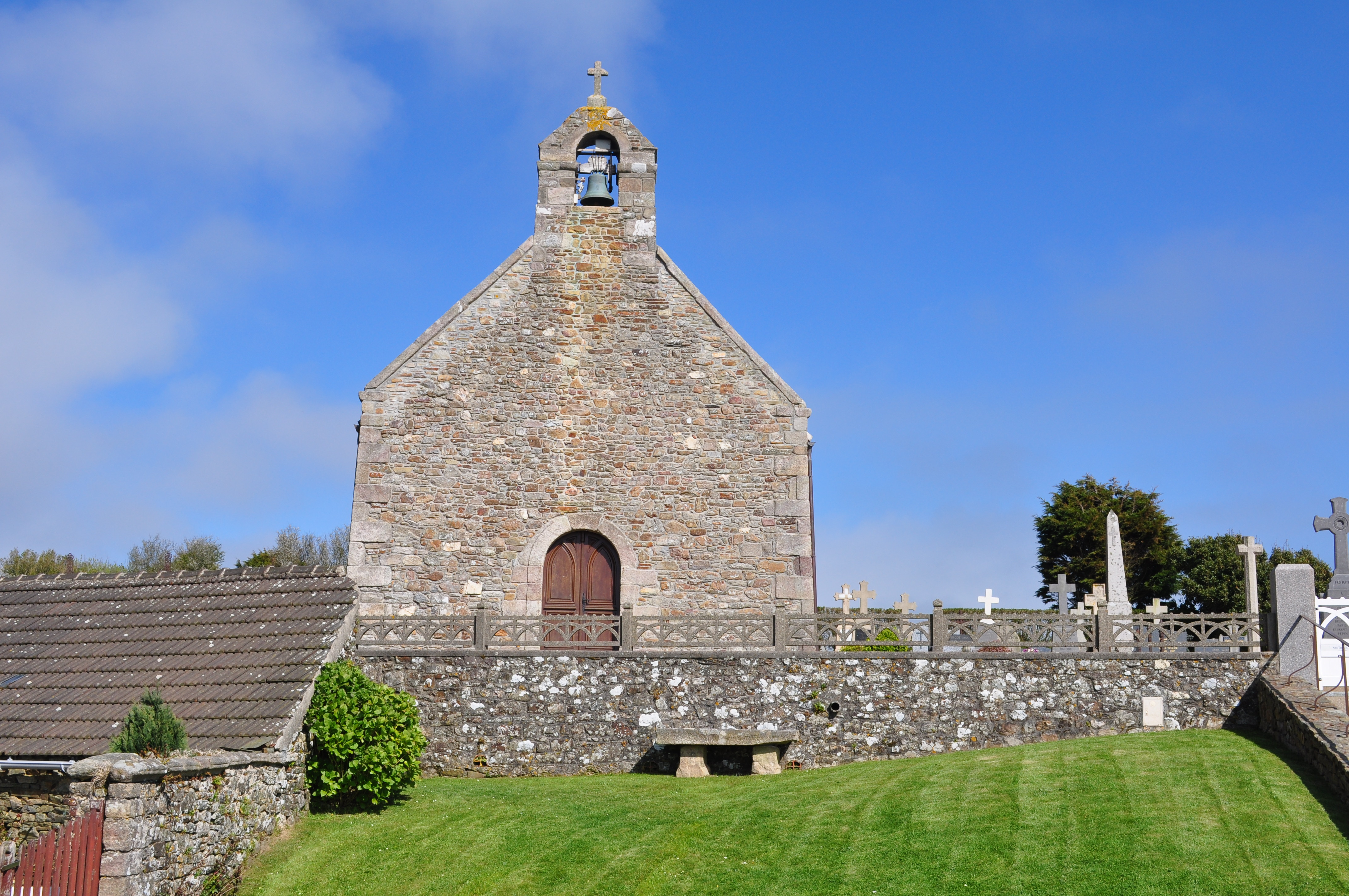
Église Saint-Michel d'Herqueville
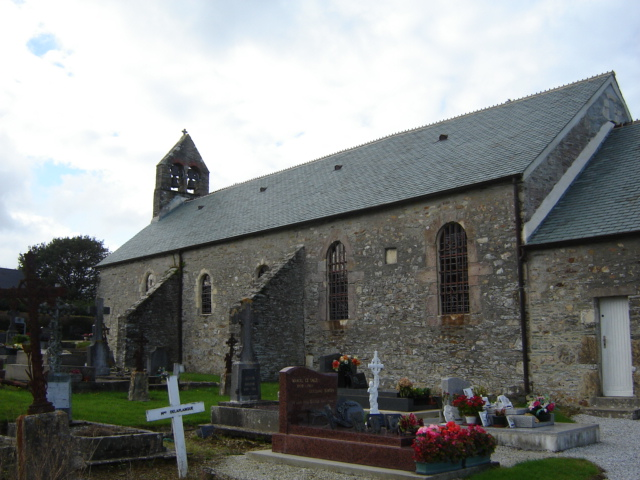
Église romane Saint-Martin de Nouainville
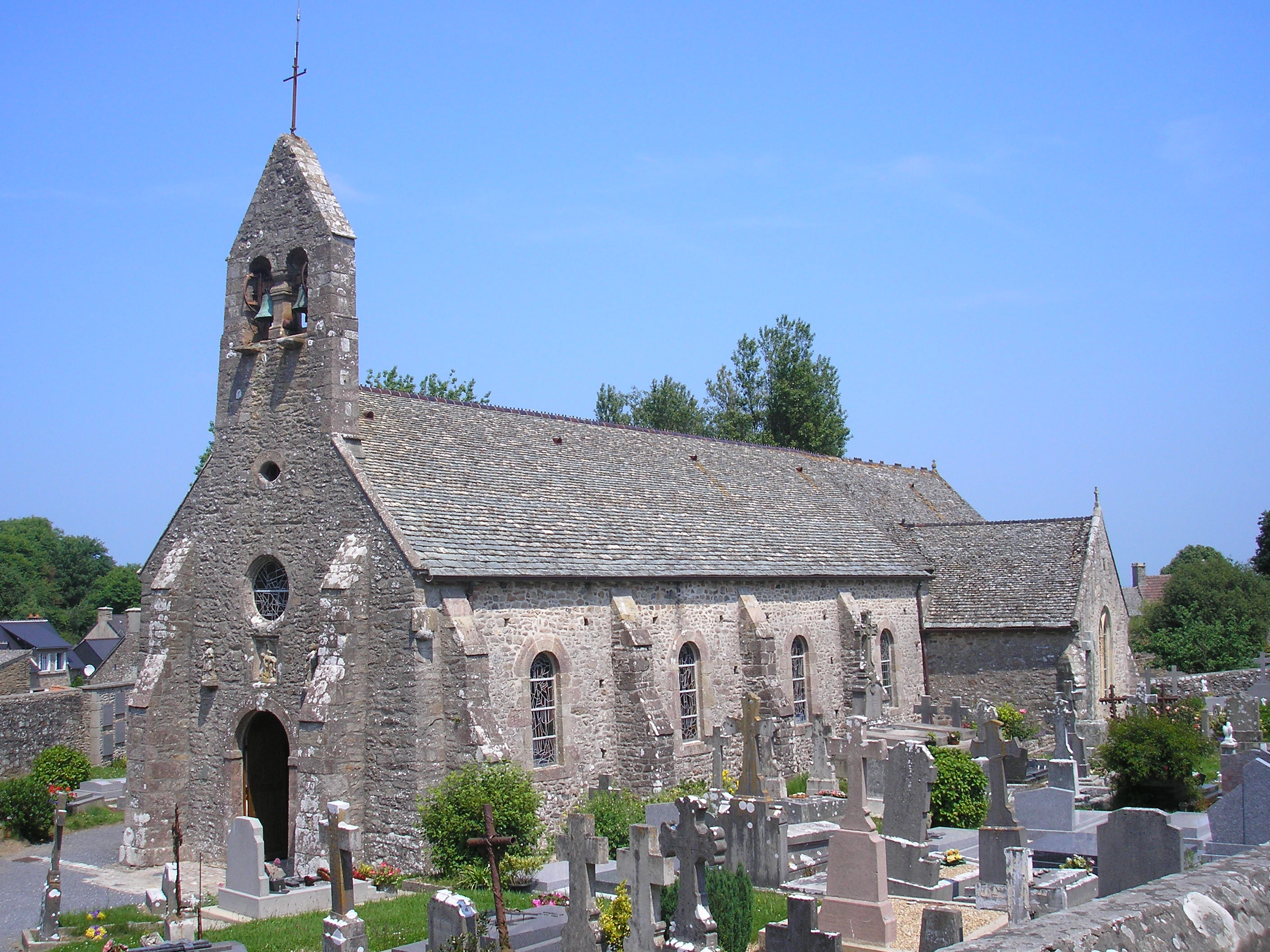
Église Saint-Martin d'Omonville-la-Petite
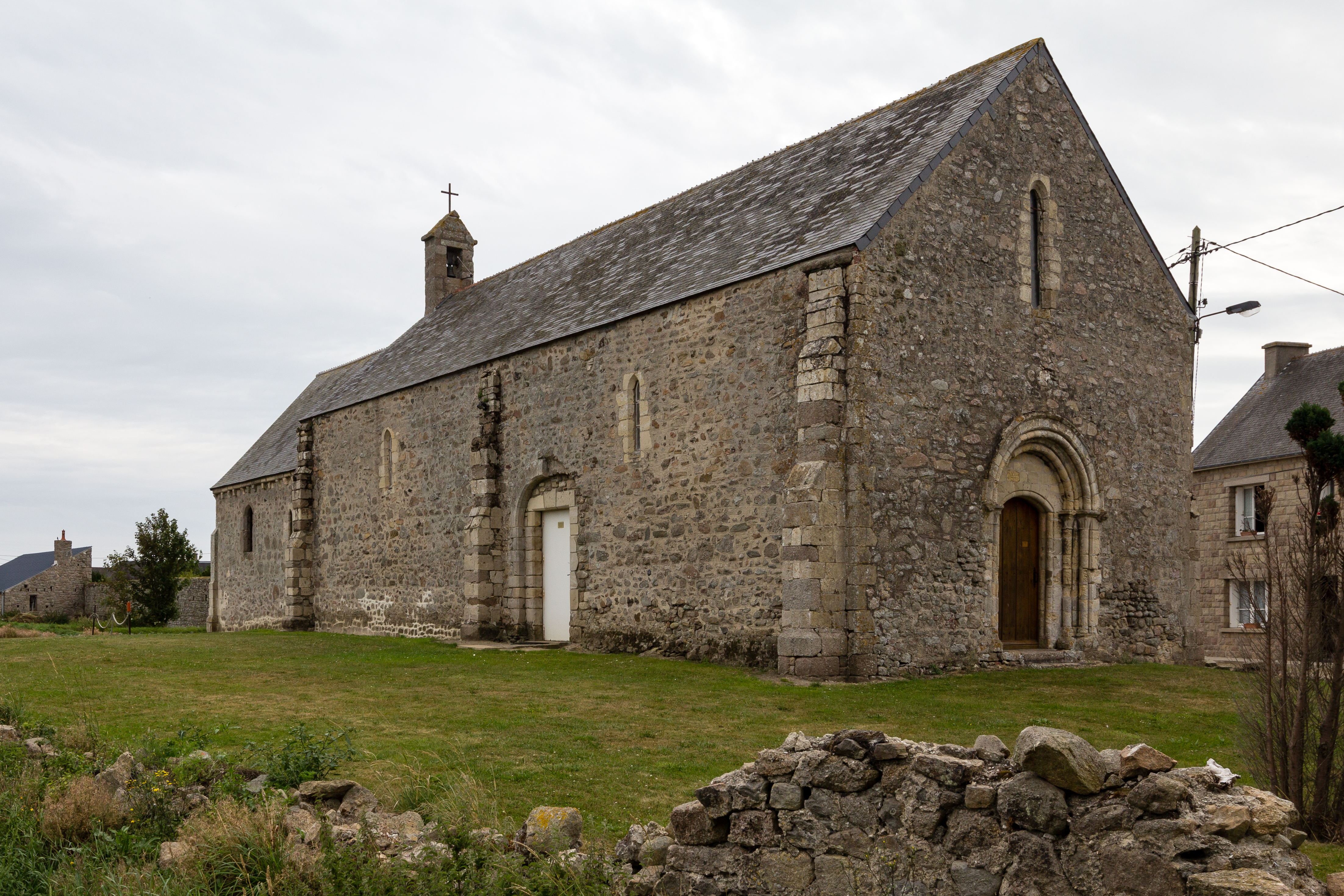
La chapelle Saint-Éloi de Réville
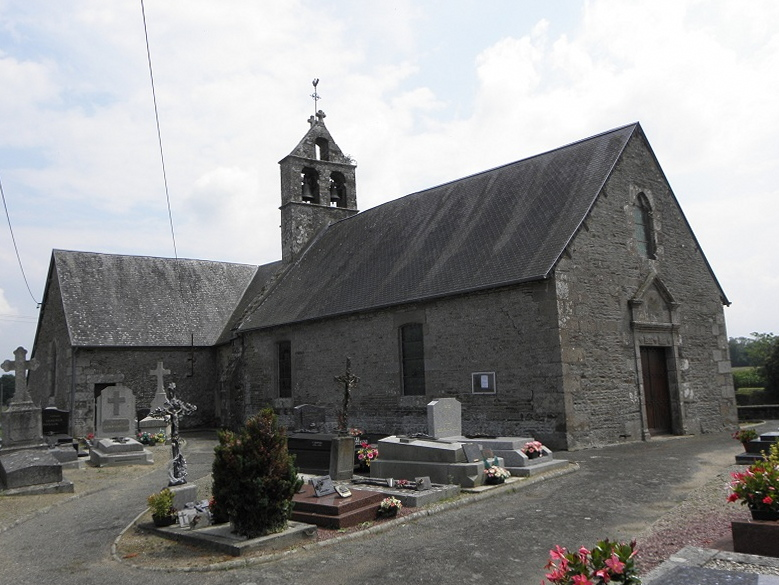
Église Saint-Pierre de Villiers-le-Pré

- Auderville, église Saint-Gilles
- Beuvrigny, chapelle Heuzebrocq
- Beuzeville-au-Plain, église Saint-Brice
- Branville-Hague, église Notre-Dame
- Bréhal, église Saint-Martin
- Champeaux, église Saint-Vigor
- Cosqueville, église Saint-Blaise d'Angoville-en-Saire
- Coutances, chapelle Notre-Dame de la Roquelle, chapelle Notre-Dame de la Mare
- Crosville-sur-Douve, église Saint-Gervais-et-Saint-Protais (clocher-mur sans cloches)
- Herqueville, église Saint-Michel
- Les Veys, chapelle Saint-Guingalois d'Auville
- Nouainville, église Saint-Martin
- Omonville-la-Petite, église Saint-Martin
- Omonville-la-Rogue, église Saint-Jean-Baptiste. Rare cas d'un clocher en bâtière avec clocher mur (1 cloche) sur un des pignons.
- Réville, chapelle Saint-Éloi
- Saint-Lô, chapelle de la Madeine.
- Vauville, prieuré de Vauville
- Villiers-le-Pré, église Saint-Pierre